# Antão Gonçalves
Antão Gonçalves war ein portugiesischer Forscher und Sklavenhändler des 15. Jahrhunderts. Er war der erste Europäer, der Afrikaner als Sklaven von afrikanischen Sklavenhändlern kaufte.
Im Jahr 1441 wurde Gonçalves von Heinrich dem Seefahrer gesandt, um die westafrikanische Küste in einer Expedition unter dem Kommando Nuno Tristãos zu erforschen. Da Gonçalves beträchtlich jünger war als Tristão, war seine Pflicht weniger das Forschen als das Jagen von Mittelmeer-Mönchsrobben, die Westafrika bevölkern. Nachdem er sein kleines Schiff mit Robbenfellen gefüllt hatte, beschloss er, auf eigene Initiative hin, einige Afrikaner zu kaufen, um nach Portugal zurückzukehren. Mit neun von seinen Crewmitgliedern kaufte Gonçalves einen Azenegue-Berber und einen schwarzen Stammesangehörigen, der als Sklave für die Berber gearbeitet hatte.
Zu diesem Zeitpunkt war Tristão am selben Ort angekommen und die zwei Mannschaften vereinigten sich, um auf einer neuerlichen Einkaufstour zehn Sklaven, einer von ihnen ein Azenegue-Häuptling, zu kaufen. Danach fuhr Tristão weiter gen Süden, um seine Forschungen weiterzuführen, während Gonçalves nach Portugal zurückkehrte.
Er ging bei einer anderen Expedition 1442 wieder an Bord; den Azenegue-Häuptling, den er im Jahr zuvor gekauft hatte, nahm er mit, er hoffte ihn gegen einige der schwarzen Sklaven der Azenegues eintauschen zu können. Er erhielt zehn Sklaven, etwas Goldstaub und eine große Anzahl Straußeneier. Am Ende trug diese Expedition jedoch nichts zur Entdeckungsgeschichte bei, Gonçalves war nicht einmal bis zum Río de Oro gesegelt.